# Jesuína Maria Ferreira Gomes

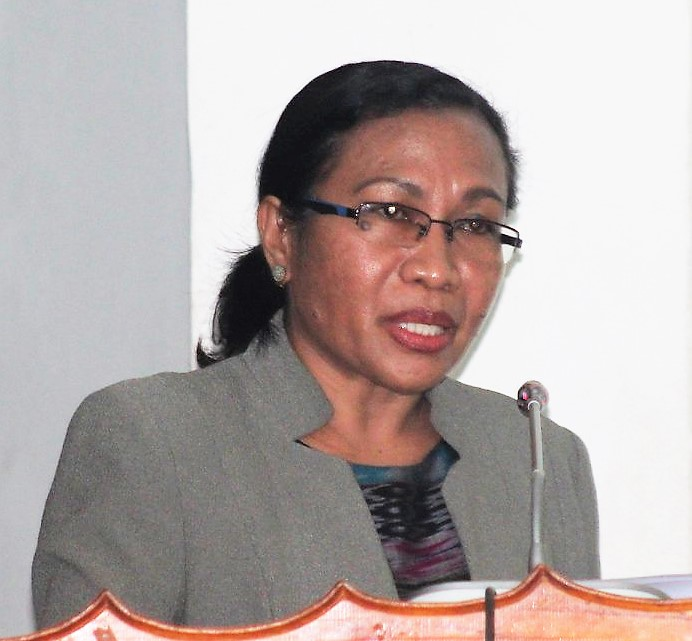
Jesuína Maria Ferreira Gomes (2019)

Jesuína Maria Ferreira Gomes ist eine osttimoresische Beamtin und Menschenrechtlerin.

## Werdegang
Ab 1994 arbeitete Gomes im öffentlichen Dienst als Verwaltungsassistentin der indonesischen Provinzregierung von Timor Timur. Zwischen 1995 und 1997 war sie Sekretärin und amtierende Chefin der Subdistriktsverwaltung von Atabae. Im Jahr 2000 unterrichtete Gomes an der Universidade Nasionál Timór Lorosa’e (UNTL) im Fach Öffentliches Management. Dann absolvierte sie von 2002 bis 2004 ein Masterstudium für Öffentliche Verwaltung an der University of Hawaiʻi (UH). Wieder in Osttimor arbeitete Gomes für verschiedene internationale Hilfsorganisationen (Friedenscorps, USAID, AusAid) und unterrichtete wieder an der UNTL. im Juli 2009 wurde sie Generalinspekteurin im Ministerium für Staatsadministration. Am 13. Oktober desselben Jahres wurde Gomes vom Nationalparlament Osttimors zur Kommissarin der Comissão da Função Pública (CFP, deutsch Kommission des öffentlichen Dienstes) ernannt. Das Amt hatte sie bis 2015 inne. Sie wechselte als neue stellvertretende Ombudsfrau für Good Governance in die Provedoria dos Direitos Humanos e Justiça (PDHJ, deutsch Ombudsrat für Menschenrechte und Recht). Die Vereidigung fand am 14. Januar statt. 2018 wurde Gomes vom Parlament zur Ombudsfrau der PDHJ gewählt. Das Amt hatte sie bis 2022 inne.
2023 wurde Gomes zivile Stabschefin von Staatspräsident José Ramos-Horta.